# Robert Jung (compositeur)
Pour les articles homonymes, voir Jung.
Robert Jung (né le 11 septembre 1935 à Lipová-lázně ; mort le 22 mars 2015) est un producteur de musique, parolier, compositeur et chanteur allemand.

## Biographie
Après avoir obtenu son diplôme, Robert Jung a appris le métier de marchand en gros, mais devient rapidement chroniqueur dans des magazines sur le divertissement, les émissions et de nouveaux disques. Déjà adolescent, il a fondé le groupe "Die Nachtfalter", avec lequel il joue le week-end et chante également. Il commence à composer et à écrire des textes. Il entre dans l'industrie du spectacle grâce à Max Greger et rencontre le compositeur Ralph Siegel. Son premier succès est le texte de Einmal verliebt, immer verliebt, interprétée par Peggy March en 1970 sur une musique de Ralph Siegel.
En 1980, il découvre Nicole, âgée de 15 ans, pour qui il écrit son premier succès Flieg nicht zu hoch, mein kleiner Freund. Robert Jung présente Nicole à Ralph Siegel, qui, avec Bernd Meinunger, lui écrit le titre Ein bißchen Frieden, avec lequel elle remporte le Concours Eurovision de la chanson 1982. Robert Jung était producteur de l'enregistrement. Au total, il produit plus de 200 titres avec elle.
Robert Jung est le parolier et le compositeur d'environ 3 000 chansons. Parmi les interprètes les plus connus, il y a Vico Torriani (La Pastorella, musique de Walter Geiger), Peter Alexander, Gitti & Erika (Aus Böhmen kommt die Musik), Angela Wiedl (Doch des Herzklopfen ... des verdank i dir), Mireille Mathieu (Walzer der Liebe), les Kastelruther Spatzen (Monte d'Amore) et Nockalm Quintett (Das Wunder von Piräus). Un thème récurrent est le Heimat, en particulier la Silésie autrichienne qu'il quitte pendant son enfance.
Robert Jung épouse sa femme Rosie en 1964. Le couple donne naissance à deux filles, Melanie Manstein et Dagmar, et un garçon Robert. Depuis 1970, il vit à Baldham et a une résidence secondaire à Bardolino.

## Source de la traduction
- (de) Cet article est partiellement ou en totalité issu de l’article de Wikipédia en allemand intitulé « Robert Jung (Komponist) » (voir la liste des auteurs).